# Лупойца
Лупойца (рум. Lupoița) — село у повіті Горж в Румунії. Адміністративно підпорядковане місту Мотру.
Село розташоване на відстані 252 км на захід від Бухареста, 31 км на південний захід від Тиргу-Жіу, 89 км на північний захід від Крайови.

## Населення
За даними перепису населення 2002 року у селі проживала 81 особа, усі — румуни. Усі жителі села рідною мовою назвали румунську.